# Муравльовка (Одеска област)
Муравльовка (на украински: Муравлівка) е село в южна Украйна, административен център на селски съвет Муравльовка в Измаилски район на Одеска област. Населението му според преброяването през 2001 г. е 1213 души.

## Население

### Езици
Численост и дял на населението по роден език, според преброяването на населението през 2001 г.:
| Роден език | Численост | Дял (в %) |
| Общо       | 1213      | 100.00    |
| Руски      | 1142      | 94.14     |
| Украински  | 35        | 2.88      |
| Молдовски  | 24        | 1.97      |
| Български  | 6         | 0.49      |
| Гагаузки   | 3         | 0.24      |
| Цигански   | 2         | 0.16      |
| Други      | 1         | 0.08      |

## Личности
Родени в Муравльовка са
- Ф.П. Говоров (р. 1948)- преподавател и организатор в областта на висшето образование, професор, академик[2].